# Марк Кинг (играч снукера)
Марк Кинг (енгл. Mark King; 28. март 1974) енглески је играч снукера.
Постао је професионалац 1991. године, а између 1996. и 2015. године је био међу 32 најбоља играча на свету. Своју прву рангирану титулу је освојио 2016. године, победивши Барија Хокинса са 9:8 у финалу Отвореног првенства Северне Ирске.

## Успеси

### Рангирана финала
| Исход     | Година | Турнир                | Противник у финалу | Резултат |
| --------- | ------ | --------------------- | ------------------ | -------- |
| Финалиста | 1997.  | Welsh Open            | Стивен Хендри      | 2:9      |
| Финалиста | 2004.  | Irish Masters         | Питер Ебдон        | 7:10     |
| Победник  | 2016.  | Northern Ireland Open | Бари Хокинс        | 9:8      |